# Nadleśnictwo Świętoszów
Nadleśnictwo Świętoszów – nadleśnictwo w strukturze Lasów Państwowych podlegające RDLP we Wrocławiu utworzone Zarządzeniem nr 64 Ministra Ochrony Środowiska Zasobów Naturalnych i Leśnictwa z dnia 31 grudnia 1992. 

## Obszar, struktura i położenie
Grunty w zarządzie Ndl Świętoszów wg stanu na dzień 1 stycznia 2014 roku zajmowały łączną powierzchnię 25 359,8 hektarów, z tego 94,36% stanowiły grunty leśne i zadrzewione oraz zakrzewione Borów Dolnośląskich w Krainie Śląska. Powierzchnię 13 831,74 ha (54,54%) zajmował czynny poligon wojskowy OSP WL Żagań. 
92,9% obszaru znajdowało się na północnym zachodzie województwa dolnośląskiego (powiat bolesławiecki) w gminach Osiecznica (83,8%) i Bolesławiec (9,1%). Pozostałe 7,1% leżało na południu województwa lubuskiego w południowej części powiatu żagańskiego – w gminach Żagań (6,04%), Iłowa (1%), Szprotawa (0,06%) oraz 1,51 ha w gminie Małomice. 
Na zarządzanych obszarach występowały następujące siedliska leśne: 
- bór suchy (Bs)
- bór świeży (Bśw)
- bór wilgotny (Bw)
- bór mieszany świeży (BMśw)
- bór mieszany wilgotny (BMw)
- las mieszany świeży (LMśw)
- las mieszany wilgotny (LMw)
- las wilgotny (Lw)
- ols (Ol)

Sąsiadujące nadleśnictwa (poczynając od zachodu, zgodnie z kierunkiem wskazówek zegara):
- Nadleśnictwo Ruszów
- Nadleśnictwo Żagań
- Nadleśnictwo Szprotawa
- Nadleśnictwo Chocianów
- Nadleśnictwo Bolesławiec
- Nadleśnictwo Węgliniec

## Jednostki organizacyjne
- Obręb Ławszowa (pow. 8872,19 ha)
  - Leśnictwo Ławszowa
  - Leśnictwo Jeziornik
  - Leśnictwo Głębokie
  - Leśnictwo Przejęsław

- Obręb Świętoszów (pow. 16 487,61 ha)
  - Leśnictwo Lubiechów
  - Leśnictwo Rudawica
  - Leśnictwo Strachów
  - Leśnictwo Dębowiec